# Буняк Іван Якович
Іва́н Я́кович Буня́к (*1923 — †1998) — український бібліограф, краєзнавець. Автор книг з історії рідного краю: «Сторінки історії Носівки» (ч.1 — 1997, ч. 2 — 2003), «Партизанська Носівщина» (2000), бібліографічного покажчика літератури «Носівка і Носівщина». Останні книги видані зусиллями сина — А. І. Буняка.

## Біографія
Рід Івана Буняка походить з козаків.
Народився у 1923 році у Носівці.
З відзнакою закінчив Ніжинський технікум з підготовки культосвітніх працівників.
Завідував районною бібліотекою у Носівці.

## Зроблене
Був ініціатором і організатором історико-краєзнавчого музею (наразі — закритий) на початку 1960-х років в Носівському районному будинку культури. До створення музею були також причетні Кирило Федосійовича Мірошник, Георгій Георгійович Рогоза, Іван Васильович Павленко, Марія Кирилівна Шовкун, Олександра Петрівна Богомаз, Володимир Йосипович Шевчук, Анатолій Іванович Ткаченко.
Іван Буняк підтримував дружні взаємини з художником С. Ф. Шишком, який подарував у краєзнавчий музей свою картину, вів листування з партизанами М. Гонтою, Г. Данилко, Ф. Степановим, науковцями та культурними діячами: І. Чирком, Б. Калмановським, іншими.
З його ініціативи було проведено кілька археологічних експедицій, зокрема, знайдено залишки язичницького капища в урочищі Струга.
Є співавтором нарису про Носівку в академічних виданнях: «Історія міст і сіл Української РСР» та «История городов и сел Украинской ССР».
Автор книг «Сторінки історії Носівки», книга перша, 1997 р. «Сторінки історії Носівки», книга друга, 2003 р. «Партизанська Носівщина», 2000 р.
Іван Якович зібрав архів негативів пам'ятників культури, історії, археології, які були на Носівщині. Збирав матеріали по краєзнавству (залишив архів газетних статей та цитат з книг), систематизував майже тисячу краєзнавчих джерел і в 1997 році, за рік до смерті, видав бібліографічний покажчик «Носівка і Носівщина».